# Yan de Almeida Prado

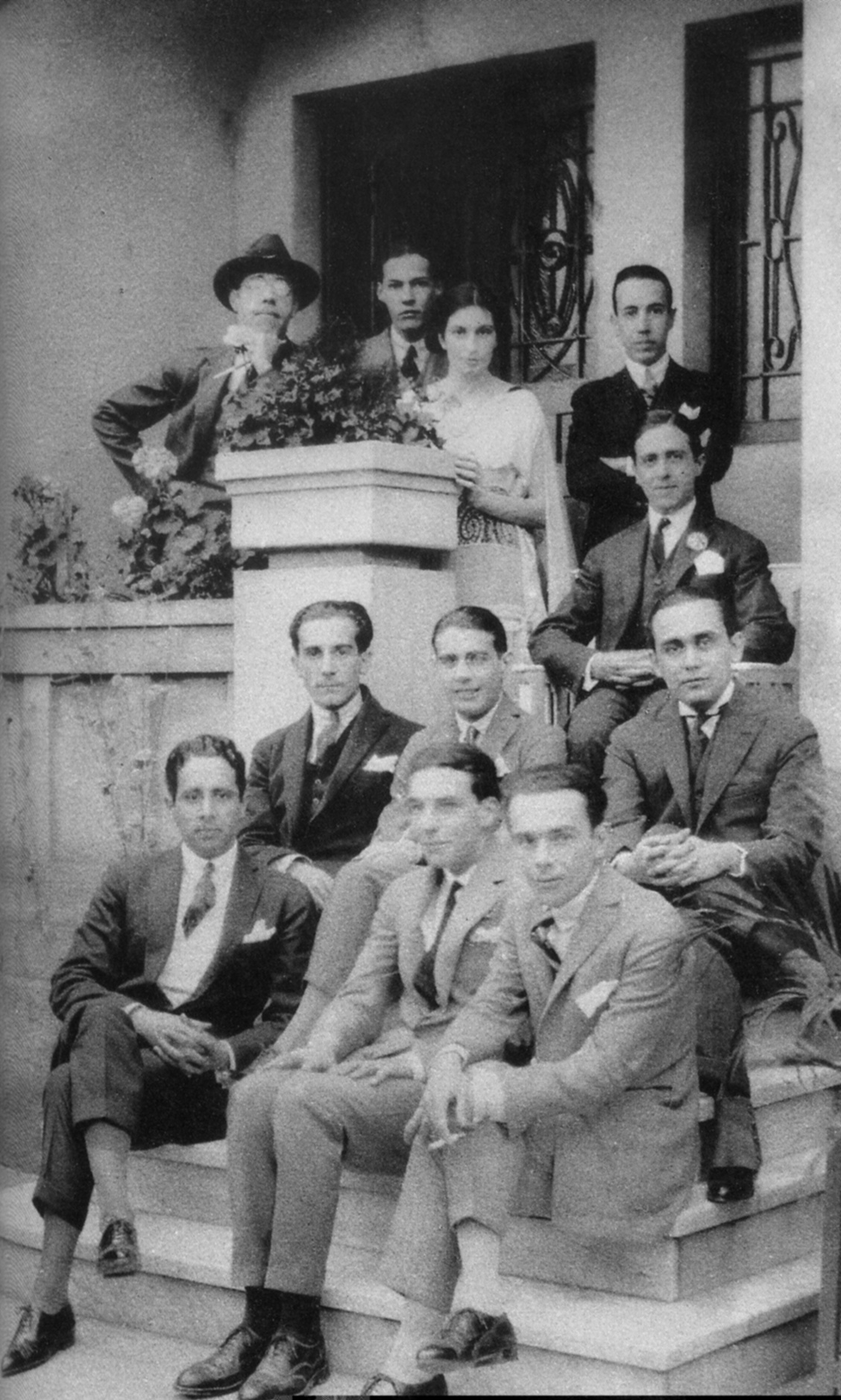
Grupo de "Modernistas de 22", incluindo Yan de Almeida Prado, Mário de Andrade, Guilherme de Almeida e outros

João Fernando de Almeida Prado, mais conhecido como Yan de Almeida Prado, (Rio Claro, 8 de dezembro de 1898 - São Paulo, 23 de outubro de 1991) foi um intelectual, historiador, pintor e colecionador de obras de arte e primeiras edições de livros. Foi membro da Academia Paulista de Letras.
Pertencente a tradicional família paulista, participou da Semana de Arte Moderna de 1922, com a exposição de alguns desenhos e ilustrações para a Klaxon e para a Revista de Antropofagia, talvez mais por troça que por comungar os ideais modernistas. Depois divergiu dos autores mais consagrados, chegando a processar criminalmente, sem maiores consequências, em conjunto com Alcântara Machado, a ninguém menos que Oswald de Andrade.
Posteriormente se destacou como historiador, com obras como  Primeiros povoadores do Brasil (1935), Tomas Ender (1955), D.João VI e o início da classe dirigente no Brasil (1968), A grande Semana de Arte Moderna (1976) e Entradas e bandeiras (1986).
Anticomunista, era considerado conservador e reacionário por alguns intelectuais e jornalistas de esquerda, como Ênio Silveira.
Grande colecionador, vendeu e posteriormente doou o restante de sua coleção para a USP, foi embrião da coleção Brasiliana do Instituto de Estudos Brasileiros da Universidade de São Paulo, constituído de documentos de 1640 a 1982, com ilustrações – mapas, plantas, escudos de armas, capitais, festões, religiosas –, manuscritos, documentos pessoais, documentos textuais, livros, cartas, postais, notas e documentos referentes à compra de vinho, gravuras, periódicos e fotos.
Afamada também era a Pensão Humaitá, nome do grupo de intelectuais que se reuniam em almoços sempre acompanhados de grandes vinhos, na sua casa na esquina da Rua Humaitá com a Brigadeiro, incluindo várias personalidades, como Assis Chateaubriand, Júlio de Mesquita Filho, Monteiro Lobato, Pietro Maria Bardi, Ciccillo Matarazzo,  João de Scantimburgo, que dedicou livro ao grupo, Tavares de Miranda e muitos outros.